# Felix Weber (Musikproduzent)
Felix Weber (* 1. Dezember 1960 in Haßfurt) ist ein deutscher Komponist und Musikproduzent.
Er ist bekannt für seine Beiträge zur Pop- und zeitgenössischen Musik, insbesondere auf dem amerikanischen Markt. In seiner langjährigen Karriere schrieb und produzierte Weber Songs für zahlreiche international anerkannte Künstler verschiedener Musikrichtungen, was ihm Auszeichnungen, darunter Billboard-Top-40-Hits und Branchenpreise, einbrachte.

## Leben und Ausbildung
Felix Weber wurde in Haßfurt (Bayern) geboren. Mit sieben Jahren begann er eine klassische Klavierausbildung. Bereits mit 14 Jahren spielte er in seiner ersten Garage-Band, und mit 17 Jahren tourte er mit einer amerikanischen Coverband ("Hudson People") in US-Army-Clubs in Bayern. In dieser Zeit lernte er seine langjährige Songwriting-Partnerin Irmgard Klarmann kennen. Zusammen produzierten sie 1978 ihre erste Platte im Galgenberg Studio in Stuttgart.

## Frühe Karriere in Deutschland
Nach seinen ersten Aufnahmen arbeitete Weber in verschiedenen deutschen Tonstudios, vor allem den Rainbow und Paradise Studios in München. Dort begegnete er dem Schlagzeuger und Produzenten Todd Canedy, dessen Produktionserfahrung Weber inspirierte, ein eigenes Studio zu eröffnen. Unter dem Namen Klarmann/Weber schrieben Weber und Klarmann zahlreiche Songs. 1981 wurde Weber Keyboarder der bekannten deutschen Band Relax. In dieser Zeit entstanden auch Kollaborationen und Kompositionsaufträge mit deutschen Künstlern wie Mandy Winter, Bernie Paul, Gry Johansen, Veronika Fischer, Guillermo Marchena, Alexis, Joan Orleans, Soultans und Kristina Bach.

## Internationale Karriere
Seit seiner Jugend geprägt von amerikanischer Musik, richtete Weber seinen Fokus auf den US-amerikanischen Markt. 1988 gelang ihm mit Sängerin Tracie Spencer der Durchbruch, als ihr Song "Symptoms of True Love" die Top 40 der US-Billboard-Charts erreichte. 1989 nahm Paul Anka Webers "Turning My Mind Back to You" auf seinem Album »Somebody Loves You« auf, und 1990 veröffentlichte Toni Braxton Webers "Good Life".
Seinen ersten US-Nummer-1-Hit erzielte Weber 1992 mit der Single „Love You All My Lifetime“ von Chaka Khan, die auf dem Album »The Woman I Am« enthalten ist, das mit einem Grammy für die „Beste Gesangsperformance“ ausgezeichnet wurde. Dafür erhielt er auch einen ASCAP-Preis, und Billboard ernannte Klarmann/Weber zum damals „erfolgreichsten deutschen Songwriter-Duo“ auf dem amerikanischen Markt. Im selben Jahr erreichte Randy Crawford's "A Lot That You Can Do" Platz 74 der Billboard-R&B-Charts, ebenfalls von Weber und Klarmann geschrieben.
In den Folgejahren wurden Webers Kompositionen u.a. von La Toya Jackson, Leo Sayer, La Bouche (deren Song "I'll Be There" im Doppelplatin-Album »Sweet Dreams« enthalten ist) und Penny Ford aufgenommen — letzterer Song war Co-Produktion mit Randy Jackson und wurde zur Hymne der Chicago Bulls nach deren dreifachem NBA-Titelgewinn. Das Lied wurde auch in der 1993 erschienenen Chicago Bulls-Dokumentation verwendet. Weber schrieb außerdem für die britische Soul-Künstlerin Beverley Knight, Jennifer Rush, christliche Sängerin Kathy Troccoli, Lory Bianco, japanisches Popidol Seiko Matsuda, Exposé, Duran Duran-Sängerin B.J. Nelson, Nancy Wilson ("Anything for your love" auf ihrem 47. Album »If I Had My Way«) sowie Vanessa Amorosi. Außerdem arbeitete er mit renommierten Songwriter und Produzenten wie dem verstorbenen Skip Scarborough, und Sheb Wooley zusammen.

## Spätere Karriere und aktuelle Tätigkeit
2000 zog Weber in die Vereinigten Staaten und gründete eine eigene Musikproduktionsfirma. Er arbeitet weiterhin als Songwriter und Produzent für diverse Künstler. Zwischen 2013 und 2016 arbeitete er gemeinsam mit seinen Partnern Thomas Schmitt und Irmgard Klarmann an zwei Alben der deutschen Sängerin Maria Voskania, bekannt aus Deutschland sucht den Superstar (DSDS). Nach dieser Zeit fokusierte er sich vermehrt auf die Produktion und das Songwriting für christliche Musik, insbesondere zeitgenössische christliche Genres.

## Diskografie und Produktionscredits

### Songwriting- und Produktionsarbeiten (Auswahl)
| Jahr | Künstler        | Titel/Album                                        | Rolle                          | Anmerkungen |
| ---- | --------------- | -------------------------------------------------- | ------------------------------ | --- |
| 1988 | Tracie Spencer  | "Symptoms of True Love"                            | Songwriter                     | Billboard Top 40 |
| 1989 | Paul Anka       | "Turning My Mind Back to You" (Somebody Loves You) | Songwriter                     | produziert von Humberto Gatica, Schlagzeug: Jeff Porcaro, Keyboards: Robbie Buchanan, Gitarre: Paul Jackson Jr., Bass: Neil Stubenhaus, Streicharrangement: Jeremy Lubbock |
| 1989 | Sheree Jeacocke | "Forever You, Forever Me"                          | Songwriter                     | |
| 1989 | B.J. Nelson     | "Measure this love"                                | Songwriter                     | produziert von Robert Palmer |
| 1989 | Jennifer Rush   | "For All That" (Wings of Desire)                   | Songwriter                     | produziert von Phil Ramone |
| 1990 | The Braxtons    | "Good Life"                                        | Songwriter                     | |
| 1990 | Lory Bianco     | "Heartbreaker" (Lonely Is The Night)               | Songwriter                     | |
| 1990 | Seiko Matsuda   | "He's So Good to Me"                               | Songwriter                     | produziert von Maurice Starr |
| 1991 | Leo Sayer       | "I Will Fight for You"                             | Songwriter                     | |
| 1992 | Chaka Khan      | "Love You All My Lifetime" (The Woman I Am)        | Songwriter, Produzent          | US #1, ASCAP-Preis, produziert von David Gamson, Bass: Abraham Laboriel |
| 1992 | Randy Crawford  | "A Lot That You Can Do"                            | Songwriter                     | Billboard R&B #74, produziert von Michael Powell |
| 1992 | La Toya Jackson | "Bad Girl"                                         | Songwriter                     | |
| 1994 | Kathy Troccoli  | "I'll Be There for You"                            | Songwriter                     | produziert von Michael Omartian, Gitarre: Dan Huff |
| 1994 | Penny Ford      | "I'll Be There"                                    | Songwriter, Produzent, Musiker | mit Randy Jackson, Chicago Bulls Doku |
| 1995 | Beverley Knight | The B-Funk                                         | Songwriter, Produzent, Musiker | von Echoes Magazine als "bestes britisches Soul-Album aller Zeiten" bezeichnet.                                                                                            |
| 1996 | La Bouche       | "I'll Be There" (Sweet Dreams)                     | Songwriter, Musiker            | Doppelplatin-Album |
| 1997 | Nancy Wilson    | "Anything for your love"                           | Songwriter                     | produziert von Skip Scarborough |

### Deutsche und europäische Popmusik
| Jahr          | Künstler | Titel/Album  | Rolle                  |
| ------------- | --- | ------------ | ---------------------- |
| 1981–1987     | Relax | Verschiedene | Keyboarder, Songwriter |
| 1980er–1990er | Mandy Winter, Bernie Paul, Gry Johansen, Veronika Fischer, Relax, Guillermo Marchena, Wolfgang Fierek, Kristina Bach | Verschiedene | Songwriter             |

### Zusammenarbeit mit Maria Voskania
| Jahr | Titel/Album     | Rolle                             | Mitwirkende                      |
| ---- | --------------- | --------------------------------- | -------------------------------- |
| 2014 | Lust am Leben   | Co-Produzent, Songwriter, Musiker | Irmgard Klarmann, Thomas Schmitt |
| 2016 | Perlen und Gold | Co-Produzent, Songwriter, Musiker | Irmgard Klarmann, Thomas Schmitt |

### Zeitgenössische christliche und weitere Projekte
| Jahr         | Künstler/Projekt                                  | Rolle                            |
| ------------ | ------------------------------------------------- | -------------------------------- |
| 2000er–heute | Kathy Troccoli, Coram Deo, CS Weber, 316Music     | Produzent, Songwriter, Arrangeur |
| 2000er–heute | Verschiedene christliche und inspirative Künstler | Produzent, Songwriter            |

## Weblink
- Felix Weber Productions